# Навчальні округи
Навчальні округи (рос. Учебные округа) — навчально-адміністративні одиниці в Російській імперії, створені 1803 року. 

## Навчальні округи в Україні
На початку XX століття було 12 навчальних округів, з них три в Україні 3 — Київський (Київська, Волинська, Подільська, Чернігівська і Полтавська губернія), Одеський (Херсонська, Катеринославська, Таврійська і Басарабська губернія), Харківський (Харківська, Воронезька, Курська, Пензенська, Тамбовська губернія та область Війська Донського).

## Історія
З 1804 адміністративно-методичним центром навчального округу був університет, який здійснював керівництво і нагляд за всіма навчальними закладами округу – гімназіями, повітовими і парафіяльними училищами, а також приватними навчальними закладами (чоловічими й жіночими пансіонами), та домашніми вчителями, що перебували у віданні міністерства нар. освіти. Відповідно до статуту навчальних закладів, підвідомчих університетам від 5 листопада 1804, попечитель університету був одночасно попечителем округу та входив до гол. правління училищ міністерства нар. освіти. Управління здійснювалося училищним комітетом, який очолював попечитель округу. У тих навчальних округах, що не мали університетів, гімназії підпорядковувалися безпосередньо попечителеві. Відповідно до положення від 25 червня 1835 здійснювалося реформування управління освітою. Університети усувалися від науково-методичного й кадрового забезпечення навчальних закладів округу. Керівництво переходило безпосередньо до попечителя, держ. чиновника 4-го класу, кандидатуру якого на посаду схвалював імператор та який зобов'язаний був перебувати в містах, де знаходилася його канцелярія, і безпосередньо наглядати за навчальними закладами й особливо – за університетами та організовувати навчально-методичне забезпечення. Нижчі навчальні заклади підпорядковувалися місц. директорам гімназій.
Попечитель здійснював адміністративно-госп. керівництво всіма питаннями навчальних закладів округу, зокрема визначав місця їхнього розташування та час заснування, кадрове й фінансове забезпечення. Крім рос. навчальних закладів, у відання попечителя округу передавалися польс., єврейс., нім., чеські та ін. нац. школи, що діяли на території округу. Щодо навчальних питань попечитель округу міг ухвалювати рішення, попередньо обговорюючи його з радою – дорадчим органом, що утворювався при ньому в складі помічника ректора університету, інспектора казенних училищ й одного чи двох директорів гімназій, а також повинен був радитися з університетською радою.
За положенням від 20 березня 1860 ради створювалися при попечителеві округу. До них на правах постійних членів входили: помічник попечителя, ректор університету, інспектор казенних училищ, 2 декани ф-тів і 6 професорів університету, котрих обирала університетська рада на 2-річний термін за різними спеціальностями. Очолював раду попечитель, він же головував на засіданнях, схвалював її рішення, а також звіти міністерству нар. освіти про діяльність округу. Крім навчальних, рада вирішувала адміністративно-господарські питання, а попечитель мав право укладати різні контракти на підряди і доставки у своєму окрузі на суму до 10 тис. рублів. Ухвала попечителя округу набувала чинності після схвалення попечительською радою, а в разі непорозуміння питання передавалося на розгляд міністра нар. освіти. Межі владних повноважень попечителя і попечительської ради постійно уточнювалися міністерськими циркулярами. З пед. питань попечительська рада була посередницьким органом між попечителем і пед. радами гімназій.
1864 внаслідок запровадження положення про початкові нар. училища сталися зміни в управлінні навчальними закладами. У земських губерніях вони були виведені із складу губернських дирекцій нар. училищ і підпорядковані повітовим та губернським училищним радам; у неземських губерніях управління нар. освітою залишалося таким самим, як і раніше. Контрреформа 1880-х рр. посилила роль та значення попечителя навчального округу, особливо в питаннях управління університетом, надавши попечителеві округу право скликати університетську раду й вирішувати особистою владою більшу частину адміністративно-госп. питань. Діловодство велося в одній канцелярії для управління і для ради попечителя, яку очолював правитель. В її складі було кілька столів, організованих відповідно до функціонального поділу справ. Попечитель округу звітував про свою діяльність у Гол. управління училищ.
Оскільки освіта в 19 ст. тісно поєднувалася з розвитком науки та духовною к-рою, то управління попечителя округу ставало освітнім з рос. мовою викладання й науковим та культурно-інтелектуальним центром істор. регіонів імперії. Крім коригування розвитку науки й заг. освіти, попечителі округів ініціювали та організовували різноманітні форми отримання професійної освіти, зокрема пед. курси, де готувалися фахівці-педагоги початкової та середньої освіти, а також для закладів дошкільного виховання і різних форм освіти для дорослих (класи, суботні та недільні школи, вечірні курси тощо). Попечитель округу очолював комісії і комітети або схвалював їхні ухвали щодо запровадження різноманітних премій, стипендій для здібних учнів, учнів-земляків. У деяких округах функціонували пед. музеї – своєрідні методичні освітньо-пед. центри. Попечитель округу брав участь в організації пед. з'їздів і локальних з'їздів з проблем нар. освіти.
У кожному окрузі, починаючи від 1860-х рр., друкувалися щорічні звіти про діяльність попечителя й пам'ятні книжки про стан і розвиток навчальних закладів на його території із стат. даними про кількість, соціальне походження й стать учнів і педагогів, істор. довідками про заснування різноманітних шкіл (початкових, середніх, приватних, професійно зорієнтованих), їхній кадровий склад. Друкувалися також як відомчі видання, щорічні циркуляри попечителя та покажчики до них, так і відомості про особовий склад Н.о., а також звіти про стан приватних училищ та шкіл при церквах "іноземних" віросповідань, іменні списки, списки навчальних закладів, довідкові й записні книжки, списки чиновників та викладачів.
Укр. губернії Рос. імперії входили до складу кількох округів. До створеного 1802 Віленського навчального округу з 8-ми губерній (Віленська, Гродненська, Вітебська і Могильовська (до 1824) губернії та Білостоцька область) входили 3 українські – Київська губернія (до 1818), Подільська губернія і Волинська губернія (до 1831). Цей округ від початку заснування і до 1824 очолював польс. патріот і високопоставлений рос. урядовець кн. А.-Є.Чарторийський. У його віданні перебували школи й вищі училища, засновані різноманітними катол. орденами, василіанами, Едукаційною комісією, а також рос. школи, відкриті за часів рос. імп. Катерини II. Для шкіл цього округу характерні були особливі статути та правила, зорієнтовані на польс. освіт. систему. Віленський округ припинив своє функціонування згідно з указом від 1 травня 1832 внаслідок закриття Віленського університету після поразки польс. повстання 1830–31. Училища і школи цього навчального округу були передані до Білоруського з включенням їх до загальнорос. навчальної системи. До складу відновленого 1850 Віленського навчального округу укр. губернії не входили.
До Харків. навчального округу належали губернії: Харківська, Воронезька, Курська, Пензенська, Тамбовська, Область Війська Донського, а також Таганрозьке градоначальство. У його складі перебувала 1818–32 Київська губ., 1831–32 – Волинська і Подільська губернії, а також губернії Лівобережної та Південної України, Криму й Кавказу. На відміну від більшості університетів Харківському довелося організовувати навчально-методичний процес на величезній території, контролювати його адміністративно-госп. діяльність, а також засновувати гімназії, повітові та парафіяльні школи, забезпечувати їх пед. кадрами. Першим попечителем округу був граф С.Потоцький. У заходах рос. імп. Миколи І, спрямованих на політ. консолідацію імперії та для запобігання поширенню ідей революції, з 1846 обов'язки попечителя виконував черніг., полтав. і харків. генерал-губернатор: кн. М.Долгоруков і С.Кокошкін (1846–55).
До створеного 1832 Київ. навчального округу входило найбільше укр. губерній: Київська, Подільська і Волинська. 1839 до нього включили Полтавську губернію і Чернігівську губернію, які раніше належали до Харківського округу, а з 1912 – Холмську губернію. Оскільки канцелярія округу розпочинала свою діяльність до відкриття університету та зважаючи на політ. ситуацію в Правобережній Україні після придушення польського повстання 1830–31, то структура управління в цьому окрузі відрізнялася від ін. При попечителеві діяв навчальний комітет у складі чиновників з особливих доручень, 3-х університетських професорів та синдика, а також запроваджена посада архітектора округу (з 1834). Політика інтеграції краю й спроба подолати спротив поляків шляхом русифікації правобереж. шляхти за допомогою освіти, як і революц. події в Європі, спричинилися до поєднання посади генерал-губернатора і попечителя округу, яку обіймали 1848–56 Д.Бібіков та кн. І.Васильчиков. До створення Київ. цензурного комітету (1862) попечитель округу забезпечував діяльність місц. цензури. Для доведення легітимності входження краю до складу Рос. д-ви у віданні управління округу діяли кілька наук. т-в та установ наук. характеру: Київ. центр. архів давніх актів (з 1852), Комісія для опису губерній Київ. навчального округу (1851–64), Тимчасовий комітет для розшуку старожитностей у Києві (1835–45) та ін. При попечителеві Київ. навчальний округу діяв іспитовий комітет. Посаду попечителя округу обіймав 1859–62 М.Пирогов.
У складі Одес. навчального округу, заснованого 1830, перебували спершу навчальні заклади Одеси з підпорядкуванням їх Рішельєвському ліцеєві. Того ж року до нього включено Бессарабську область, 1832 – Херсонську губернію і Таврійську губернію, а 1833 – Катеринославську губернію, які раніше перебували у віданні Харків. навчального округу і де їхню навчально-методичну частину забезпечував Харків. університет. У такому складі – Катеринославська, Херсонська, Таврійська і Бессарабська губернії – округ проіснував до 1918. Перед попечителями Одес. навчального округу було поставлене досить складне завдання: зареєструвати всі існуючі на півдні навчальні заклади, зокрема ті, що були засновані іноземцями без урядового дозволу, з'ясувати професійні можливості й політ. лояльність їх пед. складу. А також замінити їхнє різновідомче перебування і включити до мережі навчальних закладів міністерства нар. освіти. Ця трансформація відбувалася з переведенням викладання і навчання на рос. мову з урахуванням існуючих типових програм та педагогічно-методичних принципів, характерних для рос. навчальних закладів. Ці урядові завдання були започатковані за час обіймання посади попечителя округу Д.Княжевичем (1837–44), який плідно співпрацював у цьому питанні з новорос. і бессарабським генерал-губернатором М.Воронцовим. За їхньої ініціативи було засноване 1839 Одеське товариство історії та старожитностей. Серед традиційних напрямів діяльності управління округу русифікація етнічно строкатого Півдня України займала провідну роль. 1856–58 посаду попечителя Одес. навчального округу обіймав М.Пирогов, який намагався вдосконалити навчальний процес, для чого запроваджував курси педагогіки, практикував заснування б-к при навчальних закладах та організував літ. бесіди за участю старшокласників гімназій. Він же виконував обов'язки голови Одес. цензурного комітету. 1912 при управлінні Одес. навчального округу відкрито Центр. пед. музей і бібліотеку.